# Taluyers
Taluyers é uma comuna francesa na região administrativa de Auvérnia-Ródano-Alpes, no departamento de Ródano. Estende-se por uma área de 8,09 km², com 1 870 habitantes, segundo os censos de 1999, com uma densidade de 231 hab/km².